# Membrana a scambio protonico
Una membrana a scambio protonico (in inglese Proton Exchange Membrane, PEM) è una membrana semipermeabile generalmente fabbricata con ionomeri e progettata per condurre protoni rimanendo impermeabile ai gas come l'ossigeno o l'idrogeno. Questa è la loro funzione essenziale quando sono incorporate in un assieme di elettrodi a membrana (in inglese Membrane Electrode Assembly, MEA) di una pila a combustibile con membrana a scambio protonico o un elettrolizzatore con membrana a scambio protonico: la separazione dei reagenti e il trasporto di protoni bloccando una via elettronica diretta attraverso la membrana.
Le PEM possono essere sia membrane di puro polimero sia membrane di materiale composito, dove i vari componenti sono incorporati in una matrice polimerica. Uno dei materiali più comuni disponibili sul mercato per le PEM è il Nafion, prodotto dalla DuPont. Mentre il nafion è uno ionomero con una base perfluorurata come il Teflon, vi sono molti altri disegni strutturali usati nella fabbricazione di ionomeri per le membrane a scambio protonico. Molti usano polimeri poliaromatici mentre altri usano polimeri parzialmente fluorurati.
Le membrane a scambio protonico sono primariamente caratterizzate dalla conduttività protonica (σ), dalla permeabilità al metanolo (P) e dalla stabilità termica.